# Filmfestivals im Vereinigten Königreich
Die Filmfestivals im Vereinigten Königreich sind der Einwohnerzahl des Landes entsprechend zahlreich. So listet etwa die Filmabteilung des British Council über 125 Filmfestivals im Vereinigten Königreich auf, darunter 45 allein in London. Unter diesen Festivals sind mehrere, die zu den ältesten und bedeutendsten der Welt zählen.

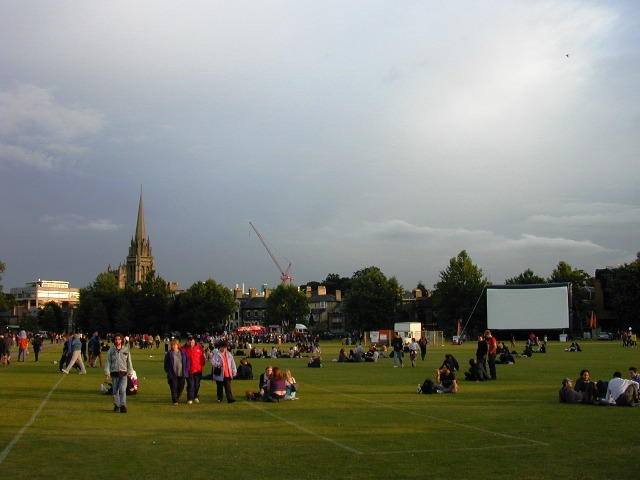
Open-Air-Kino am Cambridge Film Festival

## Überblick und Geschichte

### Nicht spezialisierte internationale Festivals

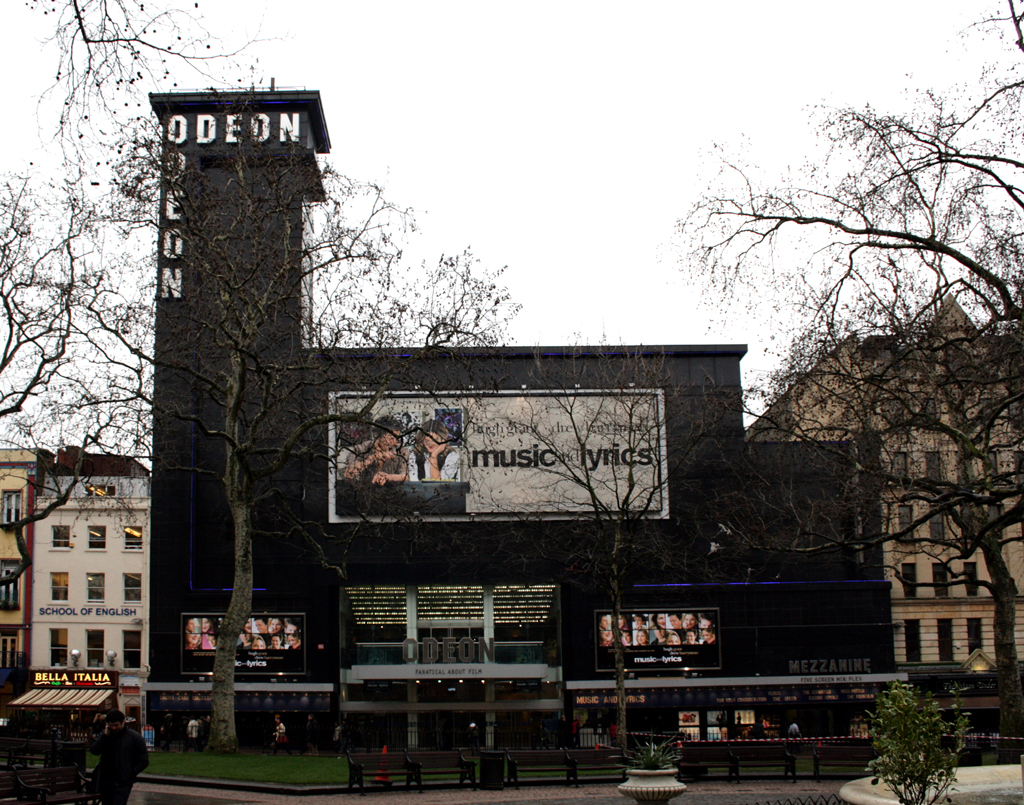
Festivalspielstätte Odeon des The Times bfi London Film Festivals

In Hinblick auf Zuschauerzahlen, Brancheninteresse und Medienecho sind das Edinburgh International Film Festival, das The Times bfi London Film Festival und das Leeds International Film Festival mit Abstand die drei bedeutendsten klassischen Filmfestivals in Großbritannien. Mit Gründungsjahr 1947 gilt das Edinburgh International Film Festival (als Teil des Edinburgh Festivals) als das am längsten kontinuierlich stattfindende Filmfestival weltweit. Ursprünglich wurden hier nur Dokumentarfilme gezeigt. Das The Times bfi London Film Festival in London ist als einziges Filmfestival im Vereinigten Königreich beim internationalen Filmproduzentenverband FIAPF akkreditiert und hatte seine erste Ausgabe bereits 1956. Die jüngste Veranstaltung unter den großen Drei ist mit Gründungsjahr 1985 das Leeds International Film Festival in der nordenglischen Stadt Leeds. Daneben gibt es eine Reihe weiterer nicht spezialisierter internationaler Filmfestivals im Vereinigten Königreich. Zu den bekanntesten zählen das Cambridge Film Festival (seit 1981) und das vom National Media Museum in Bradford veranstaltete Bradford International Film Festival (seit 1995) sowie in Nordirland das Foyle Film Festival, das seit 1987 in Derry stattfindet und auch durch seinen Wettbewerb für den besten gesamtirischen Kurzfilm von Interesse ist, und das erst 2000 aus dem West Belfast Festival entstandene Belfast Film Festival.

### Kurzfilmfestivals
Viele europäische Länder erleben seit den 1990er Jahren einen sprunghaften Anstieg der Anzahl an Kurzfilmfestivals. Das Vereinigte Königreich ist dabei keine Ausnahme. So findet mittlerweile in fast jeder größeren britischen Stadt zumindest ein Kurzfilmfestival statt. Als älteste kontinuierlich stattfindende britische Veranstaltung dieser Art gilt das internationale Can Film Festival in Leicester. Es wurde 1996 ursprünglich als Plattform für Filme aus den East Midlands gegründet. Zum Vergleich: Die Kurzfilmtage Oberhausen in Deutschland finden seit 1954 statt, das Festival du Court-Métrage de Clermont-Ferrand in Frankreich seit 1981. Nach Vorbild des Tropfest in Australien entstand 1999 das Rushes Soho Shorts Festival in London. Es werden ausschließlich britische Kurzfilme gezeigt. Auf Kurzfilme von Studenten aus aller Welt ist Emergeandsee spezialisiert. Das Festival fand erstmals 2000 in London statt, seit 2001 zusätzlich in Budapest und seit 2002 zusätzlich in Berlin. Drei weitere Kurzfilmfestivals, die sich innerhalb relativ kurzer Zeit zu auch international beachteten Veranstaltungen entwickelten, sind das Hull International Short Film Festival in Kingston upon Hull (seit 2000), das Encounters Short Film Festival in Bristol (seit 2001) und cinem@tic in Birmingham (seit 2003). Seit 2005 werden bei Betting on Shorts in London internationale Kurzfilme zu einem jährlich wechselnden Thema gezeigt, wobei das Publikum wettet, welcher Film von der Jury als Gewinnerfilm bestimmt wird. Seit 2007 findet dieses Festival in mehreren Städten in Europa statt, darunter auch in Berlin.

### Dokumentarfilmfestivals
Sheffield, die fünftgrößte Stadt Englands, ist seit 1994 Veranstaltungsort des bedeutendsten internationalen Festivals für Dokumentarfilme im Vereinigten Königreich, des Sheffield Doc/Fest. Es hat auch einen Filmmarkt. Seit 2006 gibt es in Oxford mit Britdoc ebenfalls ein großes Dokumentarfilmfestival, das sich allerdings besonders auf britisches Filmschaffen konzentriert.

### Animationsfilmfestivals
Es gibt nur rund zwanzig Filmfestivals in Europa, die beim internationalen Animationsfilmverband Asifa akkreditiert sind. Das Bradford Animation Festival und Aurora sind zwei davon. Aurora findet in Norwich seit 2005 statt, während das Bradford Animation Festival mit Gründungsjahr 1994 das älteste Trickfilmfestival im Vereinigten Königreich ist. Es wird wie das Bradford International Film Festival vom National Media Museum veranstaltet. Erwähnenswert sind zwei weitere internationale Animationsfilmfestivals, die beide 2004 erstmals stattfanden: das London International Animation Festival (LIAF) und das FLIP Animation Festival in Wolverhampton, das im ersten Jahr nur Trickfilme aus den West Midlands zeigte und sich erst 2005 zu einem internationalen Festival entwickelte.

### Regional spezialisierte Festivals
Die regional spezialisierten Festivals machen die geographische Herkunft der gezeigten Filme zum Ausschlusskriterium. Am seit 1982 an wechselnden Orten stattfindenden Celtic Media Festival werden Film, Fernsehen, Radio und neue Medien aus Schottland, Irland, Wales, Cornwall und der Bretagne thematisiert. Das Latin American Film Festival in London gibt es seit 1990. Es zählt zu den alteingesessensten Filmfestivals für Filme aus Lateinamerika in Europa. Das Commonwealth Film Festival (seit 2002 in Manchester) ist auf Filme aus dem Commonwealth spezialisiert. Spiel- und Kurzfilme aus Cornwall, aber auch viele internationale Filme, werden seit 2002 am Cornwall Film Festival in Falmouth gezeigt. Das Northern Lights Film Festival, das seit 2003 in Newcastle upon Tyne und Gateshead stattfindet, ist auf Filme aus den nordischen Ländern, dem Baltikum, dem Vereinigten Königreich, Deutschland und Polen spezialisiert. Besonders in der Hauptstadt London sind in den vergangenen Jahren viele kleinere regional spezialisierte Filmfestivals entstanden, die Regionen von Australien bis Zypern abdecken.

### Auf Filmgenres spezialisierte Festivals
Unter den Filmgenres sind es besonders die Horror-, Fantasy- und Science-Fiction-Filme, um die sich europaweit eine reiche Festivalkultur entwickelt hat. Herausragende Beispiele dafür sind die Filmfestivals von Sitges, Brüssel und Porto. Auch in Großbritannien gibt es neben mehreren kleineren drei große internationale Festivals dieser Art, wenn auch jüngeren Gründungsdatums. Am Dead by Dawn Horror Film Festival in Edinburgh werden seit 1993 Horror-Spiel- und -Kurzfilme gezeigt. In London gibt es seit 2000 das FrightFest für Fantasy- und Horrorfilme sowie seit 2002 das London International Festival of Science Fiction and Fantastic Film für Fantasy- und Science-Fiction-Filme. Bergfilme sind durch britische Festivals ebenfalls gut vertreten. Die nordenglische Stadt Kendal ist seit 1999 Austragungsort des Kendal Mountain Film Festivals und in der schottischen Hauptstadt findet seit 2003 das Edinburgh Mountain Film Festival statt. Daneben gibt es eine Vielzahl kleinerer auf Filmgenres spezialisierter Festivals im Vereinigten Königreich.

### Thematisch spezialisierte Festivals
Mit einer Spezialisierung auf die inhaltliche Thematik der gezeigten Filme geht oft ein besonderer gesellschaftspolitischer Anspruch des jeweiligen Festivals einher. Die folgende Auswahl listet nur einige der bekanntesten thematisch spezialisierten Filmfestivals des Landes auf. Das internationale Wildscreen Festival in Bristol zeigt Dokumentarfilme zum Themenkreis Umwelt und Natur. Es fand 1982 erstmals statt und ist eine der weltweit einflussreichsten Veranstaltungen in dieser Nische. In den meisten europäischen Hauptstädten gibt es Festivals für Filme mit homosexuellem Inhalt. Das London Lesbian & Gay Film Festival ist mit Gründungsjahr 1986 eines der ältesten. Es wird wie das The Times bfi London Film Festival direkt vom British Film Institute organisiert. In Liverpool konnte sich seit 2004 und innerhalb relativ kurzer Zeit mit dem Outsiders Film Festival ebenfalls ein großes Festival zu dieser Thematik etablieren. Die Menschenrechtsorganisation Human Rights Watch organisiert weltweit Human Rights Watch International Film Festivals. Das erste Festival dieses Namens fand 1994 in New York statt, London kam 1996 hinzu. Gezeigt werden Spiel-, Dokumentar- und Animationsfilme zum Thema Menschenrechte. Unabhängig davon gibt es in Glasgow mit Document seit 2003 ein internationales Menschenrechte-Dokumentarfilmfestival. Spiel-, Kurz- und Dokumentarfilme zum Thema Judentum werden seit 1997 am international ausgerichteten UK Jewish Film Festival in London präsentiert. Mit Spiel-, Kurz- und Dokumentarfilmen wollen die Veranstalter von Bite the Mango in Bradford seit 2002 das interkulturelle Bewusstsein fördern. Das Oska Bright Film Festival in Brighton ist auf Filme von Menschen mit Lernbehinderung im Vereinigten Königreich spezialisiert. Das seit 2003 stattfindende Festival wird auch von Lernbehinderten organisiert.

### Festivals für Kinder und Jugendliche
Vergleichbar der Situation in Deutschland, aber anders als in manchen anderen westeuropäischen Ländern wie etwa in Frankreich spielen im Vereinigten Königreich Filmfestivals für Kinder- und Jugendfilme eine große Rolle. An erster Stelle steht dabei das Cinemagic World Screen Festival for Young People, das seit 1989 in Belfast stattfindet. Bekannte internationale Festivals für Kinderfilme sind ferner Showcomotion in Sheffield (seit 1999) und das London Children’s Film Festival im Londoner Barbican Centre (seit 2005).

### Weitere bedeutende spezialisierte Festivals
Das Londoner Raindance Film Festival (seit 1993) mit seinem namentlichen Anklang an das amerikanische Sundance Film Festival ist auf internationale Independentfilme spezialisiert. Mit Birds Eye View gibt es seit 2005 ein internationales Festival für Kurz-, Spiel- und Dokumentarfilme von Frauen. Eigentlich kein reines Filmfestival, sondern ein teilweise der Ars Electronica in Linz ähnelndes Festival für digitale Medien ist seit 1994 LoveBytes in Sheffield.

## Filmpreise
Bei den in diesem Artikel genannten Filmfestivals im Vereinigten Königreich werden die folgenden Auszeichnungen als Hauptpreise verliehen.
| Filmfestival                                                        | Hauptpreis(e)                                                 |
| ------------------------------------------------------------------- | ------------------------------------------------------------- |
| Aurora                                                              | Aurora Awards                                                 |
| Belfast Film Festival                                               | Jameson Short Film Award / Maysles Brothers Documentary Award |
| Betting on Shorts                                                   | Betting on Shorts Award                                       |
| Birds Eye View                                                      | kein Wettbewerb                                               |
| Bite the Mango                                                      | The Golden Mango Award                                        |
| Bradford Animation Festival                                         | Grand Prix                                                    |
| Bradford International Film Festival                                | Shine Award                                                   |
| Britdoc                                                             | Britdoc Best British Feature Documentary                      |
| Cambridge Film Festival                                             | kein Wettbewerb                                               |
| Can Film Festival                                                   | Best in Festival Award                                        |
| Celtic Media Festival                                               | Spirit Of The Festival Award                                  |
| Cinemagic World Screen Festival for Young People                    | Best Feature / Best Short Film                                |
| cinem@tic                                                           | Overall Festival Winner                                       |
| Commonwealth Film Festival                                          | Audience Awards                                               |
| Cornwall Film Festival                                              | Delabole Slate Audience Award                                 |
| Dead by Dawn Horror Film Festival                                   | Audience Awards                                               |
| Document                                                            | Unicef Films for Lives Award                                  |
| Edinburgh International Film Festival                               | McLaren Award / Michael Powell Award                          |
| Edinburgh Mountain Film Festival                                    | Best Film                                                     |
| Emergeandsee                                                        | Jury Award London                                             |
| Encounters Short Film Festival                                      | International Jury Award                                      |
| FLIP Animation Festival                                             | Open Shorts Award                                             |
| Foyle Film Festival                                                 | Light in Motion Awards                                        |
| FrightFest                                                          | kein Wettbewerb                                               |
| Hull International Short Film Festival                              | International Award                                           |
| Human Rights Watch International Film Festival                      | kein Wettbewerb                                               |
| Kendal Mountain Film Festival                                       | Grand Prix                                                    |
| Latin American Film Festival                                        | Audience Award                                                |
| Leeds International Film Festival                                   | Golden Owl Award                                              |
| London Children’s Film Festival                                     | First Light Young Jury Film Prize                             |
| London International Animation Festival (LIAF)                      | Grand Jury Price                                              |
| London International Festival of Science Fiction and Fantastic Film | Best Feature                                                  |
| London Lesbian & Gay Film Festival                                  | kein Wettbewerb                                               |
| LoveBytes                                                           | kein Wettbewerb                                               |
| Northern Lights Film Festival                                       | Orange North Star Short Film Award                            |
| Oska Bright Film Festival                                           | Oska Bright Bespoke Award                                     |
| Outsiders Film Festival                                             | kein Wettbewerb                                               |
| Raindance Film Festival                                             | British Independent Film Award                                |
| Rushes Soho Shorts Festival                                         | RSSF Awards                                                   |
| Sheffield Doc/Fest                                                  | Grierson Awards                                               |
| Showcomotion                                                        | UNICEF UK Film Awards                                         |
| The Times bfi London Film Festival                                  | Sutherland Trophy                                             |
| UK Jewish Film Festival                                             | Audience Award                                                |
| Wildscreen Festival                                                 | WWF Golden Panda Award                                        |

Am The Times bfi London Film Festival vergibt der internationale Filmkritikerverband Fédération Internationale de la Presse Cinématographique wie auf mehreren Filmfestivals weltweit jährlich einen Fipresci-Preis.